# Quái đản (phim)
Quái đản (tựa gốc tiếng Anh: Freaky) là phim điện ảnh Mỹ thuộc thể loại hài đâm chém của đạo diễn Christopher Landon. Tác phẩm là một phần spin-off trong vũ trụ phim Happy Death Day. Hai diễn viên chính trong phim gồm Vince Vaughn và Kathryn Newton. Nhà sản xuất của phim là hãng Blumhouse Productions.
Freaky dự kiến được Universal Pictures ra mắt vào ngày 13 tháng 11 năm 2020.

## Nội dung
Bốn người thiếu niên bị giết hại dã man bởi một tên sát nhân hàng loạt có biệt danh "Tên đồ tể Blissfield", sau đó hắn ăn cắp một con dao găm cổ xưa tên La Dola. Ngày hôm sau, cô nữ sinh ngây thơ Millie Kessler đảm nhận vai trò cổ vũ trong một trận đấu bóng bầu dục của trường trung học. Khi Millie chờ mẹ đến đón, Tên đồ tể đã tấn công cô. Hắn đâm vào vai Millie bằng con dao La Dola, tạo ra một vết thương tương tự trên vai hắn. Charlene, chị gái của Millie và cũng là sĩ quan cảnh sát, đến nơi kịp thời và dọa Tên đồ tể chạy mất. Cảnh sát thu giữ con dao làm chứng cứ và phát lệnh truy nã Tên đồ tể.
Sáng hôm sau, Millie và Tên đồ tể phát hiện ra họ đã bị hoán đổi thân xác, họ đều đến trường học. Ở trường, Tên đồ tể trong thân xác Millie đã giết Ryler bằng cách nhốt cô ta trong thùng đông lạnh và giết thầy Bernardi bằng máy cưa. Hắn nhận ra ngoại hình một cô gái ngây thơ mà hắn đang mang giúp hắn không bị người khác nghi ngờ, hắn sẽ tha hồ giết người. Millie trong thân xác Tên đồ tể gặp được hai người bạn thân Nyla và Josh, chứng minh danh tính của mình bằng cách nhảy cổ vũ và trả lời một loạt câu hỏi riêng tư. Nyla và Josh tìm hiểu về con dao La Dola, cho biết rằng Millie phải dùng con dao đó đâm Tên đồ tể vào lúc nửa đêm để lấy lại thân xác, nếu không cô sẽ mang thân xác Tên đồ tể mãi mãi.
Tên đồ tể tìm cách giết Booker nhưng Millie, Nyla và Josh đến cứu cậu ta kịp thời. Nhóm bạn đưa Tên đồ tể và Booker về nhà Josh. Sau khi trói Tên đồ tể vào cái ghế, Millie giải thích mọi chuyện cho Booker nghe và đọc bài thơ tình mà cô viết tặng cậu nhiều tuần trước, có được lòng tin của cậu. Josh coi chừng Tên đồ tể trong khi Millie, Nyla và Booker đến đồn cảnh sát để lấy con dao. Nyla lừa Charlene, sĩ quan còn sót lại trong đồn, chạy ra ngoài để cô có thể ăn cắp con dao. Millie và Booker chờ đợi ngoài xe, họ thổ lộ tình cảm với nhau và hôn nhau.
Tên đồ tể thoát khỏi nhà Josh, và Charlene phát hiện Nyla đang ăn cắp con dao. Millie thấy Tên đồ tể chạy vào đồn cảnh sát thì liền đuổi theo hắn. Charlene cố gắng bắt giữ chính em gái mình vì không hề biết chuyện gì đang xảy ra. Millie đành phải nhốt Charlene vào phòng giam trong khi Tên đồ tể chạy thoát bằng xe cảnh sát. Tại một bữa tiệc do sinh viên trong trường tổ chức, Tên đồ tể đã giết bốn nam sinh, trong đó có ba người muốn làm tình tập thể với hắn. Đến nửa đêm, nhóm bạn bắt được Tên đồ tể. Nyla và Josh giữ chặt Tên đồ tể trong khi Booker đi gọi hai người cảnh sát gần đó. Millie đâm Tên đồ tể bằng con dao La Dola, họ trở về với thân xác cũ, sau đó hai người cảnh sát đến bắn hạ tên sát nhân. Nhóm bạn vui mừng vì kế hoạch đã thành công, Millie và Booker hôn nhau lần nữa.
Thật ra Tên đồ tể vẫn chưa chết, hắn còn sống sau phát súng của cảnh sát, hắn thoát khỏi xe cứu thương rồi đến nhà Millie. Tên đồ tể khống chế Millie, chế nhạo sự yếu đuối của cô. Millie, Charlene và mẹ của họ hợp sức cùng nhau hạ gục Tên đồ tể, cuối cùng Millie đâm chết tên sát nhân bằng chân ghế gãy.

## Diễn viên
- Vince Vaughn: sát nhân hàng loạt Blissfield Butcher
- Kathryn Newton: nữ sinh trung học Millie Kessler
- Celeste O'Connor: Nyla, bạn của Millie
- Misha Osherovich: Josh, bạn của Millie
- Uriah Shelton: Booker
- Alan Ruck
- Katie Finneran
- Radhesh Aria
- Dana Drori

## Phát hành
Phim dự kiến công chiếu sớm ở liên hoan phim Beyond Fest vào ngày 8/10/2020 và ra rạp vào 13/11 cùng năm.